# Jelena Karleuša
Jelena Karleuša, coniugata Tošić (in serbo Јелена Карлеуша Тошић?; Belgrado, 17 agosto 1978), è una cantante serba.

## Biografia
È salita alla ribalta a metà degli anni '90 come cantante turbo-folk, al suo album di debutto Ogledalce, ma mentre la sua carriera progrediva ha cercato di sfuggire a quell'immagine. Durante i decenni seguenti ha visto il successo commerciale con i suoi tentativi di crossover pop JK Revolution (2008) e Diva (2012). A queste uscite seguirono due concerti di Belgrado: All About Diva (2010) e Viva la Diva Show (2013); con 15.000 e 40.000 persone, rispettivamente. Ha anche lavorato come giudice e mentore nel concorso di canto televisivo Zvezde Granda dal 2015. La rivista tedesca Focus si riferiva a lei come "Madonna dei Balcani", mentre la rivista W la paragonava a Lady Gaga. Avendo venduto milioni di dischi, ed essendo anche uno dei più pagati artisti della regione, Karleuša è considerata uno dei musicisti serbi più popolari.
Jelena Karleuša ha inoltre sviluppato una forte presenza sui social media attraverso il suo stile di moda, ottenendo nel contempo il riconoscimento mediatico internazionale nel 2015. L'anno seguente è stata la prima donna serba e la seconda persona dopo Novak Đoković a raggiungere un milione di follower su Instagram.
Dal 2008 Karleuša è sposata con il calciatore Duško Tošić, con il quale ha due figlie. Al di fuori dell'ambiente musicale, è nota per i suoi commenti sulla politica, in particolare per quanto riguarda i diritti LGBT e l'uguaglianza sociale. La sua vita privata accanto alle sue opinioni esplicite, hanno anche ricevuto una significativa copertura mediatica e hanno suscitato occasionali polemiche.

## Discografia

### Album in studio
- 1995 – Ogledalce
- 1996 – Ženite se momci
- 1997 – Veštice, vile
- 1998 – Jelena Karleuša
- 1999 – Gili, gili
- 2001 – Za svoje godine
- 2002 – Samo za tvoje oči
- 2005 – Magija
- 2008 – Revolution
- 2012 – Diva
- 2023 – Alpha
- 2023 – Omega

### Raccolte
- 1999 – Zovem Se Jelena, Jelena
- 2009 – The Diamond Collection
- 2010 – All About Diva Show

### Singoli
- 2017 – Bankina (con Aca Lukas)
- 2017 – O.S.T.A.V.L.J.A.M.T.E. (con Azis)
- 2019 – LaJK (con Gazda Paja)
- 2023 – Mashallah (con Milica Pavlović)
- 2023 – Nepogrešivo (con Devito)
- 2023 – KarlyB*tch
- 2024 – Benga